# Fába család

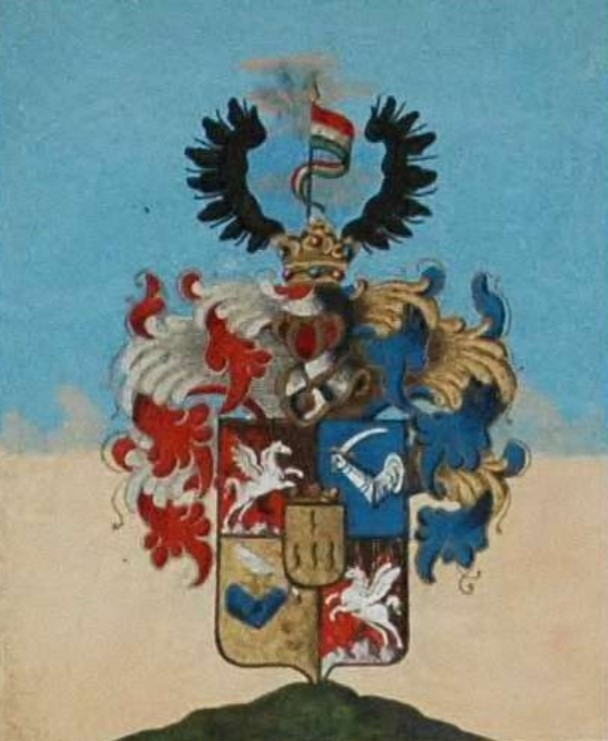
Fába címer a Királyi Könyvekben

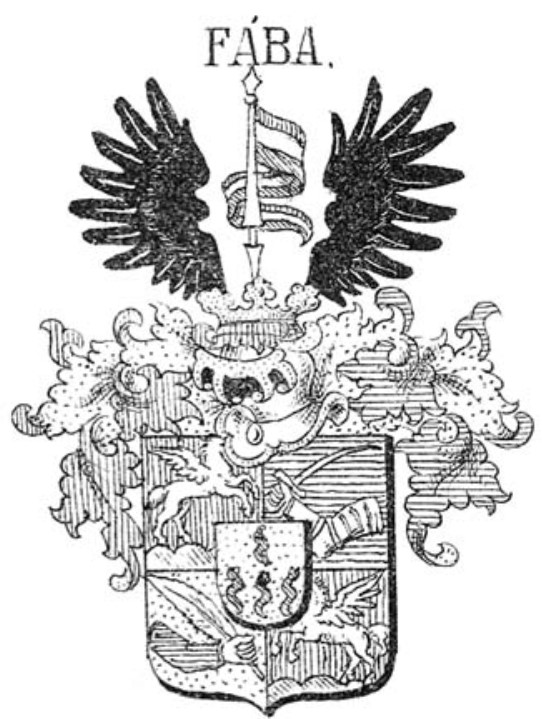
Fába címer Siebmachernél

A Fába család Bars, Nyitra vármegyei és Verebélyi széki egyházi nemes család. Elsősorban Zsitvagyarmatról ismertek.
1791. szeptember 1-ével Fába Simon, György, Ádám testvérek és unokaöccsük Mátyás kapott címeres nemeslevelet.
A 18. században rokonságba kerültek a Szőllősy családdal.
1825-ben a Bossánszky és Matyasovszky család pereskedett Fába Simon özvegyével Ordódy Rozáliával és Fába Mátyással Pozsony vármegyei táblai esküdttel. Nagysallón volt a családnak nemesi udvarháza, amit Fába Simon barsendrédi plébános örökölt.
A család címere négy részre osztott pajzs, egy közép-pajzzsal. Az első és negyedik vörös mezőben hármas sziklahalmon fehér szárnyas pegazus ágaskodik. A második kék mezőben páncélos kar kardot tart. A harmadik arany mezőben kék ruhás kar iró tollat tart. A pajzs fölötti sisak koronájából két fekete sasszárny között magyar nemzeti színű zászló leng. Foszladék jobbról ezüst-vörös, balról arany-kék. Egy rézmetszet szerint Fába Simon még megnemesítése előtt a fehér pegazust kék mezőben címerállatként használta.

## Neves családtagok
- Fába Simon (?-1801) nemességszerző, 1763-tól esztergomi kanonok lett
- Fába István (1762 körül – 1806) városi főjegyző.
- Fába Simon Bars vármegye szolgabírója, 1818-tól a verebélyi szék másodalispánja[8]
- Fába Zsigmond 1847-ben Bars vármegye főszolgabirája